# Texacephale
Texacephale é um gênero de dinossauro do Cretáceo Superior. Seus restos fósseis foram encontrados na Formação Aguja, no Texas. Há uma única espécie descrita para o gênero Texacephale langstoni. O gênero é considerado basal na infraordem Pachycephalosauria.